# دان سويني
دان سويني (بالإنجليزية: Dan Sweeney)‏ هو لاعب كرة قاعدة أمريكي، ولد في 28 يناير 1868 في فيلادلفيا في الولايات المتحدة، وتوفي في 13 يوليو 1913 في لويفيل في الولايات المتحدة.

## وصلات خارجية
- دان سويني على موقعبيزبول رفرنس.كوم (الدوري الرئيسي) (الإنجليزية)
- دان سويني على موقعبيزبول رفرنس.كوم (الدوري الثانوي) (الإنجليزية)